# Pavol Hochschorner
Pavol Hochschorner (n. 7 septembrie 1979, Bratislava, Cehoslovacia) este un caiacist slovac specializat la proba de caiac doi pe ape repezi (C-2). Împreună cu fratele său geamăn Peter Hochschorner, este laureat cu trei medalii de aur și o medalie de bronz din trei participări olimpice. Sunt și de 6 ori campion mondial și de 11 ori campion european. Au câștigat de 10 ori clasamentul general al Cupei Mondiale.
S-au născut într-o familie pasionată de caiac: tatăl și mama lor au amândoi reprezentat Cehoslovacia în competiție, tatăl fiind și antrenorul lor. Sora lor este și managerul lor.